# Turbeville
Turbeville est une ville située dans le comté de Clarendon, dans l’État de Caroline du Sud, aux États-Unis. Lors du recensement de 2020, elle comptait 760 habitants.